# زاویه هفتی

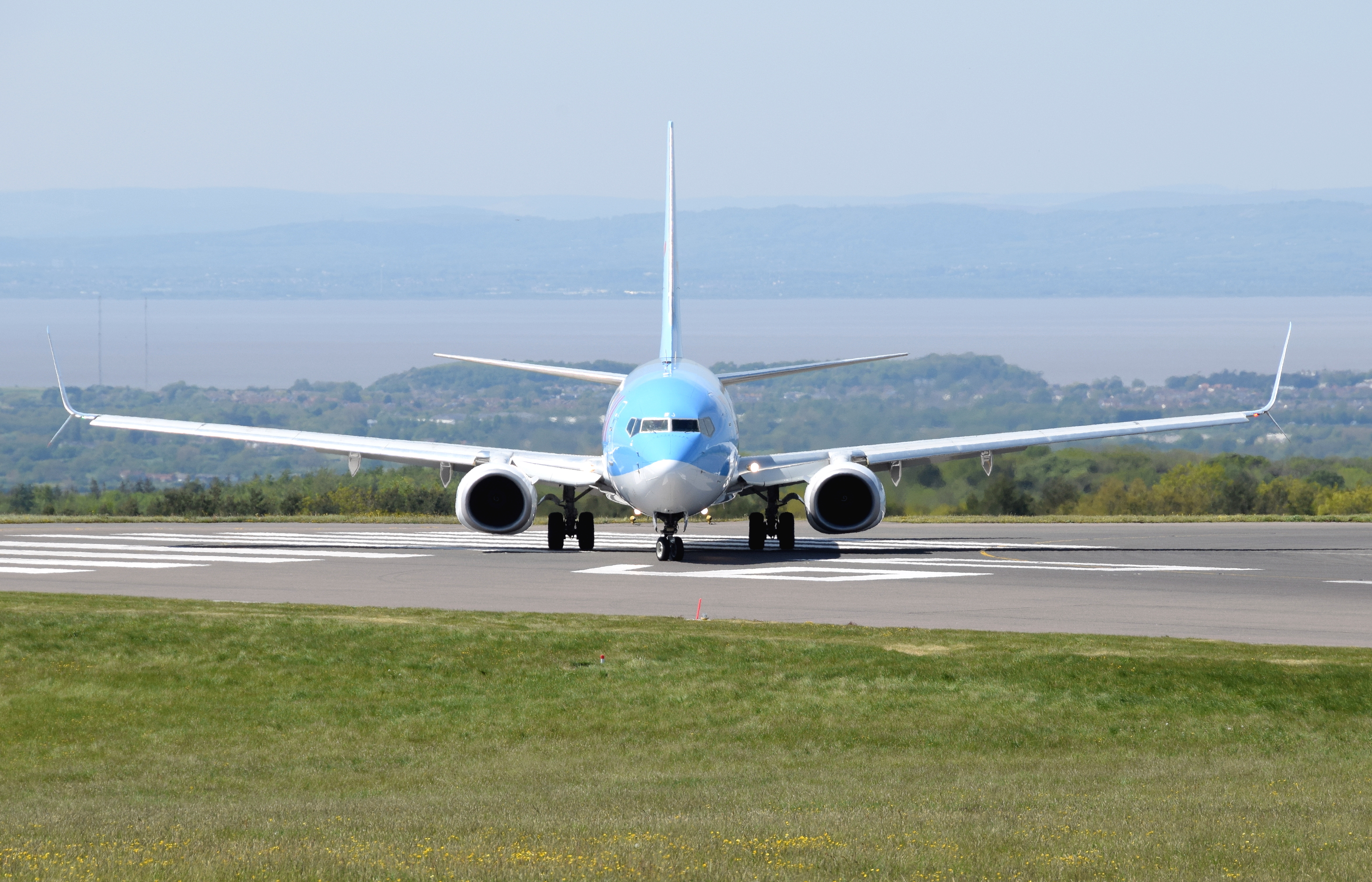
شیب بال و دم هواپیما، همان‌طور که در این بوئینگ ۷۳۷ دیده می‌شود، رو به بالا است که به آن زاویه هفتی می‌گویند.

شماتیک زاویه‌های هفتی و هشای بال هواپیما.

اندازه‌گیری زاویه هفتی.

در هوانوردی، زاویهٔ مثبت بین محور عرضی هواگَرد و محور طولی بال یا دُمِ افقی را زاویهٔ هَفتی (dihedral) می‌نامند.
زاویهٔ هفتی زاویه بین بال چپ و راست (یا سطوح دم) هواپیما است. زاویهٔ هفتی همچنین برای توصیف تأثیر کنارسُرش (sideslip) هنگام غلت زدن هواپیما استفاده می‌شود. کنارسُرش نوعی حرکت هواگرد که در آن در امتداد محور جانبی جریان نسبی هوایی ایجاد می‌شود که باعث حرکت جانبی هواگرد در مسیر پرواز می‌شود. نامیده می‌شود.
زاویهٔ هفتی زاویه رو به بالا افقی بال یا دم هواپیمای بال ثابت است. زاویهٔ منفی بین محور عرضی هواگَرد و محور طولی یا دُمِ افقی را زاویهٔ هشتی (Anhedral) می‌گویند؛ یعنی زمانی که از حالت افق بال‌ها یا دم هواپیماهای بال ثابت، یک زاویه رو به پایین وجود دارد.
زاویهٔ هفتی تأثیر شدیدی بر اثر زاویهٔ هفتی دارد که از آن نام آن گرفته شده‌است. اثر زاویهٔ هفتی مقدار گشتاور غلت تولید شده متناسب با میزان کنارسُرش است. اثر زاویهٔ هفتی یک عامل مهم در ثبات هواپیما حول محور غلت (دَوران هواگَرد حول محور طولی) است. همچنین به ماهیت پیچ‌وتاب (Dutch roll) هواپیما و قابلیت مانور حول محور غلت مربوط می‌شود. پیچ‌وتاب نوسان عرضی هواگَرد به صورت ترکیبی از دو حرکتِ غلت و انحرافِ سمت (yaw) است.

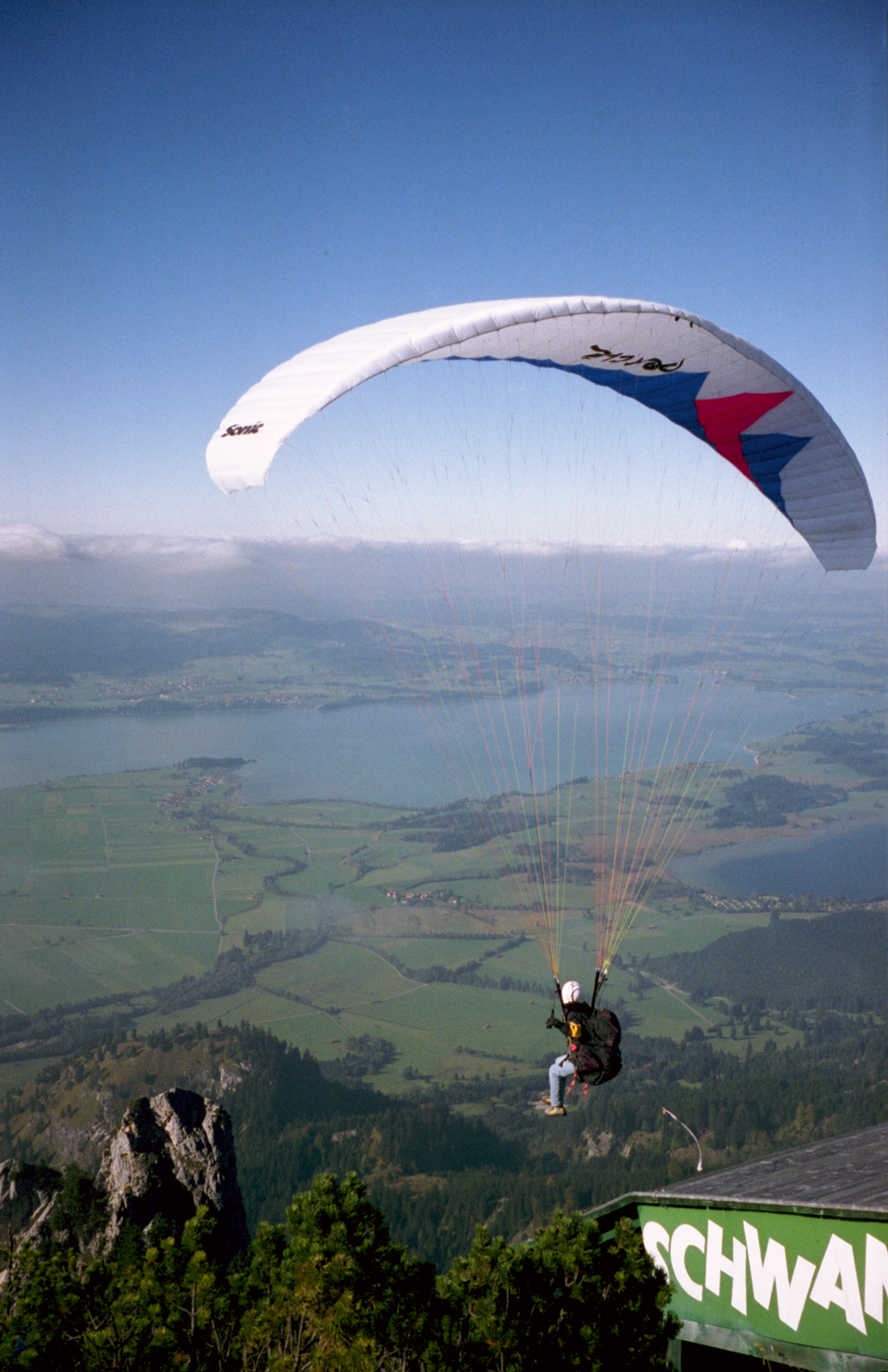
CG پاراگلایدر بسیار کم است و سهم بسزایی در اثر زاویهٔ هفتی دارد

## زاویهٔ هشتی
هواپیماهای جنگنده نظامی اغلب زاویهٔ هفتی نزدیک به صفر یا حتی منفی دارند که باعث کاهش اثرات dihedral و در نتیجه کاهش ثبات حالت مارپیچی می‌شود. این، باعث افزایش قدرت مانور می‌شود که در هواپیماهای جنگنده مطلوب است.
زوایای هشتی همچنین در هواپیماهای دارای بال بالا دیده می‌شود، مانند هواپیماهای باربری آنتونوف ای‌ان-۱۲۴ و لاکهید سی-۵ گالکسی. در چنین طرح‌هایی، بال بالا نصب شده، بالاتر از مرکز ثقل هواپیما است که به دلیل اثر آونگ (که به آن اثر کیل نیز گفته می‌شود) اثر زاویهٔ هفتی بیشتری ایجاد می‌کند و بنابراین زاویه هفتی اضافی اغلب مورد نیاز نیست. چنین طرح‌هایی می‌توانند اثرات زاویهٔ هفتی بیش از حدی داشته باشند و بنابراین در حالت مارپیچی، بیش از حد پایدار باشند، بنابراین زاویهٔ هشتی روی بال، اضافه می‌شود تا برخی از اثرات زاویهٔ هفتی را لغو کند تا هواپیما بتواند راحت‌تر مانور دهد.

### چندزاویه‌ای

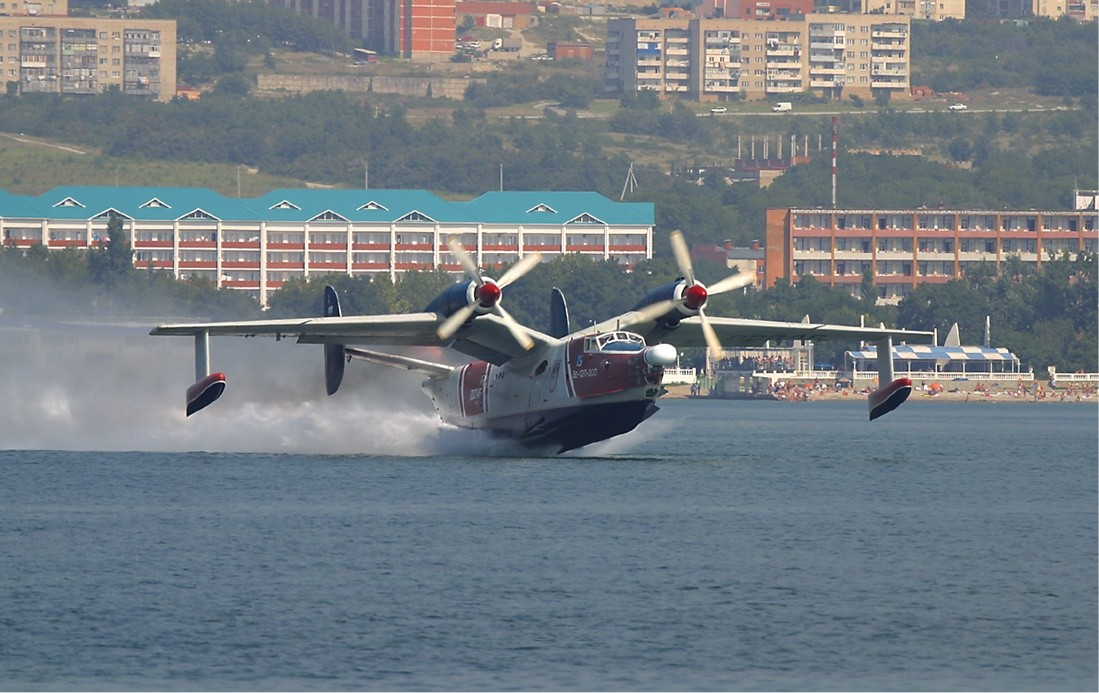
هواپیمای دریایی Beriev Be-12 با طراحی بال مرغ دریایی. به فاصله ای که این طرح، به پروانه‌های بالای سطح آب می‌دهد توجه کنید.

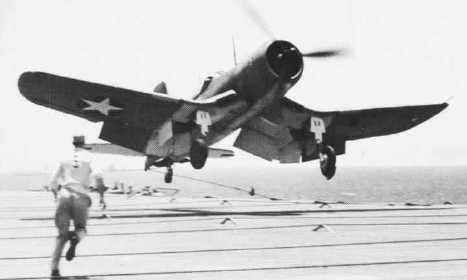
F4U-1 Corsair که در سال ۱۹۴۳ یک فرود روی ناو، انجام می‌دهد. به طراحی بال مرغ دریایی معکوس و پایه‌های کوتاه ارابه فرود، توجه کنید.

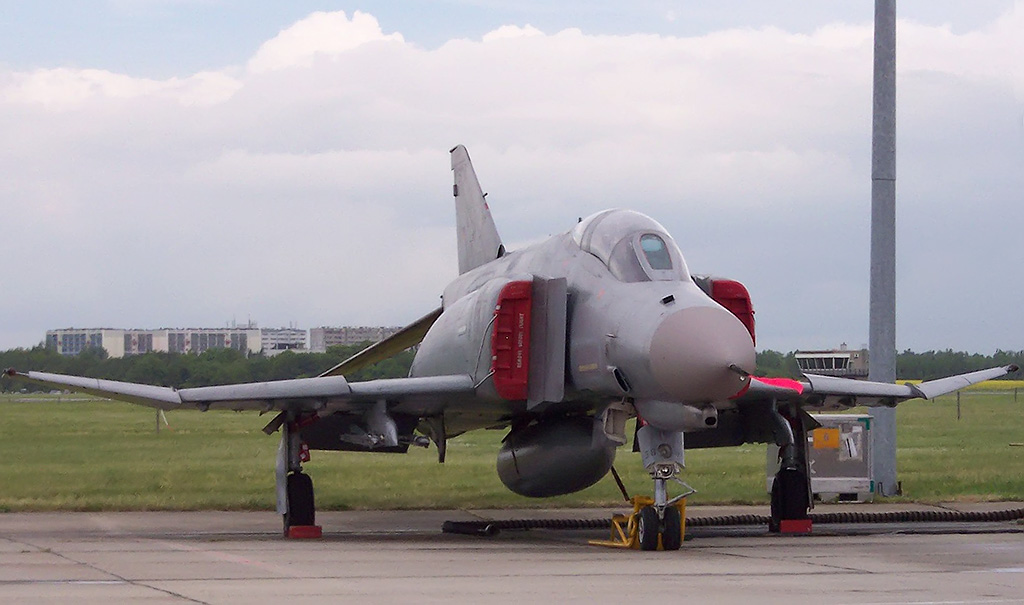
McDonnell Douglas F-4 Phantom II که بال polyhedral و دم anhedral را نشان می‌دهد.

1. ↑  واژه‌های مصوّب فرهنگستان
2. ↑  واژه‌های مصوّب فرهنگستان
3. ↑  واژه‌های مصوّب فرهنگستان